# Кларк (Нью-Джерсі)
Кларк (англ. Clark) — селище (англ. village) в США, в окрузі Юніон штату Нью-Джерсі. Населення — 15 544 особи (2020).

## Демографія
Згідно з переписом 2010 року, у селищі мешкало 14 756 осіб у 5562 домогосподарствах у складі 4039 родин. Було 5751 помешкання
Расовий склад населення:
| - 93,3 % — білих - 3,7 % — азіатів - 0,8 % — чорних або афроамериканців - 0,1 % — корінних американців - 1,1 % — осіб інших рас |

До двох чи більше рас належало 0,9 %. Частка іспаномовних становила 7,5 % від усіх жителів.
За віковим діапазоном населення розподілялося таким чином: 21,2 % — особи молодші 18 років, 60,3 % — особи у віці 18—64 років, 18,5 % — особи у віці 65 років та старші. Медіана віку мешканця становила 43,8 року. На 100 осіб жіночої статі у селищі припадало 92,6 чоловіків;  на 100 жінок у віці від 18 років та старших — 88,8 чоловіків також старших 18 років.
Середній дохід на одне домашнє господарство  становив 108 161 долар США (медіана — 90 956), а середній дохід на одну сім'ю — 125 787 доларів (медіана — 109 635). Медіана доходів становила 68 137 доларів для чоловіків та 56 003 долари для жінок. За межею бідності перебувало 3,7 % осіб, у тому числі 3,9 % дітей у віці до 18 років та 5,1 % осіб у віці 65 років та старших.
Цивільне працевлаштоване населення становило 7889 осіб. Основні галузі зайнятості: освіта, охорона здоров'я та соціальна допомога — 29,2 %, фінанси, страхування та нерухомість — 11,6 %, науковці, спеціалісти, менеджери — 10,5 %.